# Síndrome de Lesch-Nyhan
El síndrome de Lesch-Nyhan (SLN) es una enfermedad hereditaria que se incluye dentro del grupo de los errores congénitos del metabolismo. Es poco común, por lo que se considera una enfermedad rara /minoritaria o poco frecuente, se presenta un caso por cada 380 000 nacidos vivos.  Los afectados tienen ausencia de la hipoxantina-guanina-fosforibosil-transferasa, enzima muy importante en el metabolismo de las purinas. Las purinas y las pirimidinas son compuestos nitrogenados que se combinan con la ribosa o la desoxirribosa para  formar nucleótidos que son las moléculas que forman el ADN.
Está originado por una alteración genética recesiva ligada al cromosoma X. La mutación responsable normalmente es portada por la madre que la transmite a su descendencia, aunque un tercio de los casos son mutaciones nuevas y por tanto no se encuentran en el historial familiar. Casi todos los pacientes son varones y los síntomas aparecen desde el momento del nacimiento. La mayoría de los afectados presentan retraso mental y problemas físicos a lo largo de su vida. Solo excepcionalmente el síndrome afecta a mujeres.
Se encuentra en el grupo de los llamados Trastornos de HPRT1.

## Descripción
Fue descrito por primera vez por los médicos estadounidenses Michael Lesch y William Nyhan en 1964, como una tríada, hiperuricemia, coreoatetosis y retraso mental. 
Actualmente se tienen antecedentes, de que se trata de una enfermedad hereditaria, autosómica recesiva y ligada al cromosoma X.

### Epidemiología
La prevalencia estimada al nacer se sitúa entre 1/380.000 y 1/235.000 nacidos vivos. Afecta generalmente a varones y las mujeres heterocigotas son portadoras (generalmente asintomáticas).

### Fisiopatología
Principalmente la enfermedad se debe a un trastorno en el metabolismo de las purinas, caracterizado por una deficiencia casi total de la enzima hipoxantina guanina fosforibosiltransferasa (HGPRT). Los efectos del síndrome de Lesch-Nyhan son ilustrativos de la importancia de la rutas de recuperación de las bases púricas, la hipoxantina y la guanina se forman continuamente como productos de degradación de los ácidos nucleicos. La ausencia de la enzima hipoxantina-guanina fosforibosiltransferasa (HGPRT) aumentan los niveles de PRPP, lo que conduce a un incremento de la síntesis de novo de las purinas, que a su vez repercute en niveles elevados de ácido úrico provocando hiperuricemia, hiperuricosuria, urolitiasis, nefropatía, artritis gotosa, gota tofácea y alteraciones neurológicas con retraso mental, coroatetosis y en ocasiones automutilaciones.

### Cuadros clínicos y síntomas
Este síndrome se caracteriza por tres síntomas principales: disfunción neurológica, trastornos cognitivos y niveles elevados de hiperuricemia. La mayoría de los pacientes son varones y pueden presentar además de los síntomas principales retraso en el crecimiento, pubertad retrasada, atrofia testicular y anemia megaloblástica. También presentan retraso en el desarrollo psicomotor conjunto a movimientos extraños y sinuosos con aumento de los reflejos tendinosos profundos. Una característica llamativa del síndrome es el comportamiento autodestructivo, consistente en el mordido compulsivo de las yemas de los dedos y los labios o cualquier otra parte del cuerpo al que puedan alcanzar, introducirse los dedos en los ojos, lanzar su cuerpo contra la pared o interponer sus brazos o piernas frente a una puerta que se cierra, cuya causa es desconocida, similar a las compulsiones del trastorno obsesivo-compulsivo.
Uno de los primeros síntomas de la enfermedad es la presencia de cristales de ácido úrico de color naranja en el pañal del niño afectado. La sobreproducción de esta sustancia conduce, finalmente, a la formación de cristales o cálculos de ácido úrico en riñones, uréteres, o vejiga. Estos cristales se depositan en las articulaciones, y con el tiempo provocan una forma de artritis similar a la gota, con inflamación y dolor.
Las mujeres portadoras no presentan la enfermedad, pero pueden transmitir el gen anómalo a sus descendientes y tienen riesgo aumentado de padecer gota por excesiva producción de ácido úrico. Es recomendable la realización de pruebas genéticas para saber si la mutación se transmitirá a la descendencia, o en el caso de tener un hijo con la enfermedad, para saber el riesgo que tendrían los hermanos de tenerla. Existen casos de mujeres con el síndrome, las cuales han heredado el gen X del padre sano que porta una nueva mutación, pero son muy raros.

### Tratamiento
En la actualidad, no existe un tratamiento específico para el síndrome de Lesch-Nyhan. Generalmente se suele emplear el uso de medicamentos que reduzcan los niveles de ácido úrico. Sin embargo, el tratamiento no mejora el pronóstico neurológico relacionado con el aumento de los reflejos y los espasmos.
La mayoría de las veces, se suelen utilizar medicamentos que alivian los síntomas, tales como: Carbidopa/levodopa, Diazepan, Fenobarbital y Haloperidol.

## Historia
En 1964 Michael Lesch y William Leo Nyhan  describieron por primera vez el síndrome y la hiperuricemia asociada en dos hermanos de 4 y 8 años de edad. Tres años después, en 1967, J. Edwin Seegmiller y su equipo identificaron el trastorno metabólico que ocasiona la enfermedad.